# Eva González Pérez
Eva González Pérez (Càceres, 1973) o María Eva González Pérez és una advocada espanyola que viu i treballa als Països Baixos, especialitzada a reivindicar els drets dels immigrants, un dels seus casos va causar la dimissió en bloc del Govern de Mark Rutte.
González Pérez va néixer a Càceres i va emigrar quan tenia dos anys a Holanda, per viure amb els seus pares. Els seus pares van emigrar des d'Extremadura per treballar a Holanda en els anys 70. El torn de treball dels pares va fer que creixés amb el suport de mainaderes i dels seus avis. Va estudiar Dret a la Universitat d'Utrecht i es va graduar l'any 2000. Des de 2001 treballa com a advocada als Països Baixos.
L'any 2014 va començar a treballar en el cas que, l'any 2021 va causar la dimissió del Govern de Mark Rutte. A través de l'agència de cures que, el 2014, dirigia el seu marit va conèixer els problemes que començaven a tenir els seus clients per rebre les ajudes estatals, unes subvencions a pares per contractar persones que els ajudin en la cura dels seus fills. González va assessorar els clients d'aquesta agència de gestió de cuidadores situada aEindhoven, perquè li enviessin els documents sol·licitats per l'administració tributària. En comprovar que l'agència tributària els exigia retornar les subvencions rebudes, González es va adonar que l'administració no els estava donant cap explicació, bloquejava les seves al·legacions, i deixava només l'opció d'apel·lar. En aquell moment, González es va centrar en aquest cas per portar-lo als tribunals. Va apel·lar a organismes per demostrar la discriminació que exercia la Hisenda neerlandesa en anotar el país d'origen de cadascun dels 26.000 sol·licitants afectats, la majoria marroquins i turcs. Al desembre de 2020, un comitè parlamentari va fer públic l'informe pel qual reconeixia que es va tractar els pares sol·licitants de les ajudes amb discriminació ètnica, detectant errors comesos per l'administració i autoritats neerlandeses.
Els defectes comesos en l'assignació de fons per a la cura de nens van tenir lloc entre els anys 2013 i 2019. L'error va suposar la retirada de les ajudes i l'exigència de la devolució de les ajudes rebudes. El 2018, el cas es va fer públic i va suposar la dimissió del ministre d'Hisenda, Menno Snel. La perseverança de González en aquest cas va causar la dimissió del Govern neerlandès el gener de 2021, dos mesos abans que es convoquessin les eleccions generals.
La diputada Renske Leijten va argumentar "aquesta dona mereix una estàtua, noms de carrers i de places" posant sobre la taula la valentia de González Pérez en treballar en aquest cas per esclarir la discriminació en l'administració de Països Baixos contra els drets fiscals dels immigrants.